# Marco Di Vaio
Marco Di Vaio, né le 15 juillet 1976 à Rome, est un footballeur international italien ayant évolué au poste d'attaquant.

## Biographie
Né à Rome, Di Vaio a le choix entre intégrer le centre de formation de l'AS Rome ou celui de la Lazio. Il choisit la Lazio, puisque c'est le club qu'il supportait étant enfant. Cependant, croyant réaliser son rêve de jouer dans le club de son cœur, Di Vaio n'a pas la confiance de son entraîneur, et il ne dispute que 8 matchs en 1994 avec l'équipe première. Di Vaio joue alors dans divers clubs de Serie B, comme l'Hellas Vérone, l'AS Bari, ou encore, Salernitana Sport.
Finalement, en 1999 il est recruté par Parme, où il inscrit 15 buts lors de sa deuxième saison, puis 20 lors de sa troisième. Il est alors pour la première fois sélectionné avec la Squadra Azzurra en 2001. Il est ensuite recruté par la Juventus. Après deux saisons avec la Vieille Dame, il part à Valence (Espagne). Après une première saison satisfaisante, la deuxième est un échec cuisant.
En décembre 2005, il est prêté en France, à l'AS Monaco. Formant un duo d'attaque, tantôt avec Christian Vieri, tantôt avec Ernesto Chevantón, Di Vaio se plaît beaucoup à Monaco. C'est pourquoi, en août 2006, il fait le forcing sur les dirigeants de Valence qui le libèrent de son contrat, lui permettant de rejoindre gratuitement, et définitivement, l'ASM. En 2006, Di Vaio doit cependant faire sans Vieri, parti à l'Atalanta Bergame (Série A italienne), et sans Chevantón qui est parti au FC Séville. Il évolue en attaque aux côtés de Jan Koller, Gonzalo Vargas et Mohamed Kallon, entre autres.
Les dirigeants monégasques ne lui font plus confiance et le 22 janvier 2007, il signe au Genoa CFC, en Série B, un contrat de un an et demi pour 2 millions d'euros. Grâce à des buts décisifs il contribue à la remontée de son club en Série A.
En 2008, il signe au Bologne FC, club qui retrouve la Serie A après 3 années en Serie B, afin d'y relancer sa carrière. Lors du premier match de la saison 2008-2009, il marque le premier but lors de la victoire 1-2 au Milan AC.
Depuis, Marco Di Vaio marque but sur but et devient le deuxième meilleur buteur de Série A Italienne en 2008-2009, un but derrière l'Interiste Zlatan Ibrahimović, avec 24 buts en 38 matchs.
Le 4 mai 2012, il tient une conférence de presse pour annoncer qu'il quittera Bologne à la fin de la saison. Il annonce par la même occasion qu'il envisage de rejoindre la Major League Soccer, dans le club de l'Impact de Montréal dès le mois de juin. Le 24 mai 2012, l'Impact de Montréal confirme que Di Vaio a signé un contrat de 18 mois avec le club et qu'il sera disponible dès le 27 juin, le temps de compléter le transfert (il sera rejoint par son ami Alessandro Nesta).
Ses débuts en MLS sont difficiles, puisqu'il n'inscrit aucun but lors de ses 7 premiers matchs. Il débloque enfin son compteur but en Amérique du Nord le 28 juillet 2012, face aux New York Red Bulls lors de la victoire 3-1 des Montréalais. Il termine la saison avec 5 buts en 17 matchs.
Le 25 mai 2013, Di Vaio réussit le premier triplé de l'histoire de l'Impact en MLS, marquant trois buts à Montréal dans une victoire de 5-3 sur l'Union de Philadelphie.
Le 29 mai 2013, il remporte son premier Championnat canadien avec l'Impact de Montréal. Il est titulaire lors du match retour de la finale contre les Whitecaps de Vancouver.
Il annonce le 15 octobre 2013 qu'il sera de retour en 2014 avec l'Impact de Montréal. Bien que les dirigeants de l'Impact veuillent le conserver une année supplémentaire, il met un terme à sa carrière le 25 octobre 2014 pour retrouver sa famille en Italie et sort à la 93e minute de la dernière rencontre de la saison de l'Impact, contre DC United, remplacé par Jérémy Gagnon-Laparé sous les ovations du public.

## Palmarès
- Avec  Hellas Vérone:
  - Champion de Serie B en 1996
- Avec  Salernitana Sport:
  - Champion de Serie B en 1998
- Avec  Parme AC:
  - Supercoupe d'Italie en 1999
  - Coupe d'Italie en 2002
- Avec  Juventus FC:
  - Champion d'Italie en 2003
  - Supercoupe d'Italie en 2003
- Avec  Valence CF:
  - Supercoupe de l'UEFA en 2004
- Avec  Impact de Montréal:
  - Championnat canadien en 2013 et 2014

## Distinctions personnelles
- Troisième meilleur buteur de la MLS lors de la saison 2013 avec l'Impact de Montréal (20 buts)
- Deuxième meilleur buteur de Serie A en 2008-2009 avec Bologne (24 buts)
- Meilleur buteur de Serie B en 1997-1998 avec Salernitana (21 buts)

## Statistiques détaillées par saisons
| Saison                | Club                  | Championnat           | Championnat | Championnat | Coupe(s) nationale(s) | Coupe(s) nationale(s) | Supercoupe | Supercoupe | Compétition(s) continentale(s) | Compétition(s) continentale(s) | Compétition(s) continentale(s) | Supercoupe UEFA | Supercoupe UEFA | Playoffs | Playoffs | Italie | Italie | Total | Total |
| Saison                | Club                  | Division              | M.          | B.          | M.                    | B.                    | M.         | B.         | Comp.                          | M.                             | B.                             | M.              | B.              | M.       | B.       | M.     | B.     | M.    | B.    |
| 1993-1994             | Lazio Rome            | Série A               | -           | -           | 1                     | 0                     | -          | -          | C3                             | 1                              | 0                              | -               | -               | -        | -        | -      | -      | 2     | 0     |
| 1994-1995             | Lazio Rome            | Série A               | 8           | 3           | 4                     | 0                     | -          | -          | C3                             | 1                              | 1                              | -               | -               | -        | -        | -      | -      | 13    | 4     |
| 1995-1996             | Lazio Rome            | Série A               | -           | -           | 1                     | 1                     | -          | -          | C3                             | 2                              | 1                              | -               | -               | -        | -        | -      | -      | 3     | 2     |
| 1995-1996             | Hellas Vérone (prêt)  | Série B               | 7           | 1           | -                     | -                     | -          | -          | -                              | -                              | -                              | -               | -               | -        | -        | -      | -      | 7     | 1     |
| 1996-1997             | AS Bari (prêt)        | Série B               | 27          | 3           | 1                     | 0                     | -          | -          | -                              | -                              | -                              | -               | -               | -        | -        | -      | -      | 28    | 3     |
| 1997-1998             | Salernitana Sport     | Série B               | 36          | 21          | 2                     | 0                     | -          | -          | -                              | -                              | -                              | -               | -               | -        | -        | -      | -      | 38    | 21    |
| 1998-1999             | Salernitana Sport     | Série A               | 31          | 12          | 1                     | 0                     | -          | -          | -                              | -                              | -                              | -               | -               | -        | -        | -      | -      | 32    | 12    |
| 1999-2000             | Parme AC              | Série A               | 23          | 6           | 2                     | 0                     | 1          | 0          | C1+C3                          | 2+8                            | 0+7                            | -               | -               | 1        | 0        | -      | -      | 37    | 13    |
| 2000-2001             | Parme AC              | Série A               | 27          | 15          | 7                     | 3                     | -          | -          | C3                             | 5                              | 2                              | -               | -               | -        | -        | -      | -      | 39    | 20    |
| 2001-2002             | Parme AC              | Série A               | 33          | 20          | 5                     | 0                     | -          | -          | C1+C3                          | 2+8                            | 0+2                            | -               | -               | -        | -        | 3      | 0      | 51    | 22    |
| 2002-2003             | Parme AC              | Série A               | -           | -           | -                     | -                     | 1          | 1          | -                              | -                              | -                              | -               | -               | -        | -        | 1      | 0      | 2     | 1     |
| 2002-2003             | Juventus FC           | Série A               | 26          | 7           | 3                     | 0                     | -          | -          | C1                             | 11                             | 4                              | -               | -               | -        | -        | 3      | 0      | 43    | 11    |
| 2003-2004             | Juventus FC           | Série A               | 29          | 11          | 8                     | 3                     | 1          | 0          | C1                             | 7                              | 3                              | -               | -               | -        | -        | 5      | 2      | 50    | 19    |
| 2004-2005             | Valence CF            | Liga                  | 30          | 11          | 1                     | 0                     | 1          | 0          | C1+C3                          | 6+2                            | 2+1                            | 1               | 1               | -        | -        | 2      | 0      | 43    | 15    |
| 2005-2006             | Valence CF            | Liga                  | 5           | 0           | -                     | -                     | -          | -          | CI                             | 6                              | 0                              | -               | -               | -        | -        | -      | -      | 11    | 0     |
| 2005-2006             | AS Monaco             | Ligue 1               | 15          | 5           | 3                     | 0                     | -          | -          | -                              | -                              | -                              | -               | -               | -        | -        | -      | -      | 18    | 5     |
| 2006-2007             | AS Monaco             | Ligue 1               | 14          | 3           | 3                     | 0                     | -          | -          | -                              | -                              | -                              | -               | -               | -        | -        | -      | -      | 17    | 3     |
| 2006-2007             | Genoa CFC             | Série B               | 22          | 9           | -                     | -                     | -          | -          | -                              | -                              | -                              | -               | -               | -        | -        | -      | -      | 22    | 9     |
| 2007-2008             | Genoa CFC             | Série A               | 22          | 3           | 2                     | 1                     | -          | -          | -                              | -                              | -                              | -               | -               | -        | -        | -      | -      | 24    | 4     |
| 2008-2009             | Bologne FC            | Série A               | 38          | 24          | 2                     | 1                     | -          | -          | -                              | -                              | -                              | -               | -               | -        | -        | -      | -      | 40    | 25    |
| 2009-2010             | Bologne FC            | Série A               | 30          | 12          | 1                     | 0                     | -          | -          | -                              | -                              | -                              | -               | -               | -        | -        | -      | -      | 31    | 12    |
| 2010-2011             | Bologne FC            | Série A               | 31          | 19          | 1                     | 0                     | -          | -          | -                              | -                              | -                              | -               | -               | -        | -        | -      | -      | 32    | 19    |
| 2011-2012             | Bologne FC            | Série A               | 37          | 10          | 1                     | 0                     | -          | -          | -                              | -                              | -                              | -               | -               | -        | -        | -      | -      | 38    | 10    |
| 2012                  | Impact de Montréal    | MLS                   | 17          | 5           | -                     | -                     | -          | -          | -                              | -                              | -                              | -               | -               | -        | -        | -      | -      | 17    | 5     |
| 2013                  | Impact de Montréal    | MLS                   | 33          | 20          | 3                     | 2                     | -          | -          | LCC                            | 3                              | 0                              | -               | -               | 1        | 0        | -      | -      | 40    | 22    |
| 2014                  | Impact de Montréal    | MLS                   | 26          | 9           | 2                     | 0                     | -          | -          | LCC                            | 3                              | 4                              | -               | -               | -        | -        | -      | -      | 31    | 13    |
| Total sur la carrière | Total sur la carrière | Total sur la carrière | 567         | 229         | 54                    | 11                    | 4          | 1          | -                              | 67                             | 27                             | 1               | 1               | 2        | 0        | 14     | 2      | 709   | 271   |